# マルエス
株式会社マルエス（英: MARUESU Corporation）は、大阪府堺市中区に本社を置く、おつまみ・珍味メーカーである。
コーポレートスローガンは「“おいしかった”の笑顔が好き」。

## 会社概要
主に酒の「当て」となる、おつまみ・珍味類の製造販売をおこなう。同社の主力となる「こだわり」シリーズは、全国のスーパー、コンビニエンスストアの定番商品として扱われている。この他レトルト食品の製造販売も手がけている。
長らく関西を地盤としてきたが、2001年（平成13年）に東京に営業拠点を設置したのを足がかりとして、さらに2007年（平成19年）、新たに和泉市に工場を竣工したことで生産を拡大、全国展開を開始。近年では同社のウェブサイトでCMが放映されてもいる。
なお、同名のスーパーマーケット「マルエス主婦の店」（本社：青森県弘前市、倒産し現存せず）とは資本・人材とも一切無関係である。

## 沿革
- 1947年（昭和22年）5月 - 大阪市住吉区にて田中商店として創業。
- 1956年（昭和31年）8月 - マルエス興業株式会社を設立。
- 1958年（昭和33年）12月 - マルエスするめ株式会社に商号変更。
- 1974年（昭和49年）7月 - 堺市浜寺石津町の新工場へ移転。
- 1990年（平成2年）
  - 2月 - 堺市毛穴町の新工場へ移転。
  - 5月 - 株式会社マルエスに商号変更。
- 1993年（平成5年）9月 - 田中稔が代表取締役社長に就任。
- 1997年（平成9年）- 株式会社マルエス50周年を迎える。
- 1999年（平成11年） - 株式会社エムアンドティ設立。
- 2000年（平成12年）
  - 3月 - レトルト事業参入。
  - 5月 - 堺市食品衛生優秀施設として表彰される。
  - 10月 - ラジオCM開始。
- 2001年（平成13年）
  - 2月 - プロモーションビデオ完成。
  - 3月 - 東京営業所開設。
  - 10月 - いか天大王発売。
  - 11月 - 堺市優良申告法人に選ばれる。
- 2002年（平成14年）
  - 4月 - 新社屋増築（レトルト工場・研究室の拡大）。
  - 10月 - 廃水処理設備新設・ホームページ開設。
- 2006年（平成18年）11月 - 第2工場（和泉市テクノステージ）着工。
- 2007年（平成19年）5月 - マルエステクノステージ第2工場竣工。
- 2009年（平成21年）7月 - ネットショッピング拡大。

## 事業所所在地

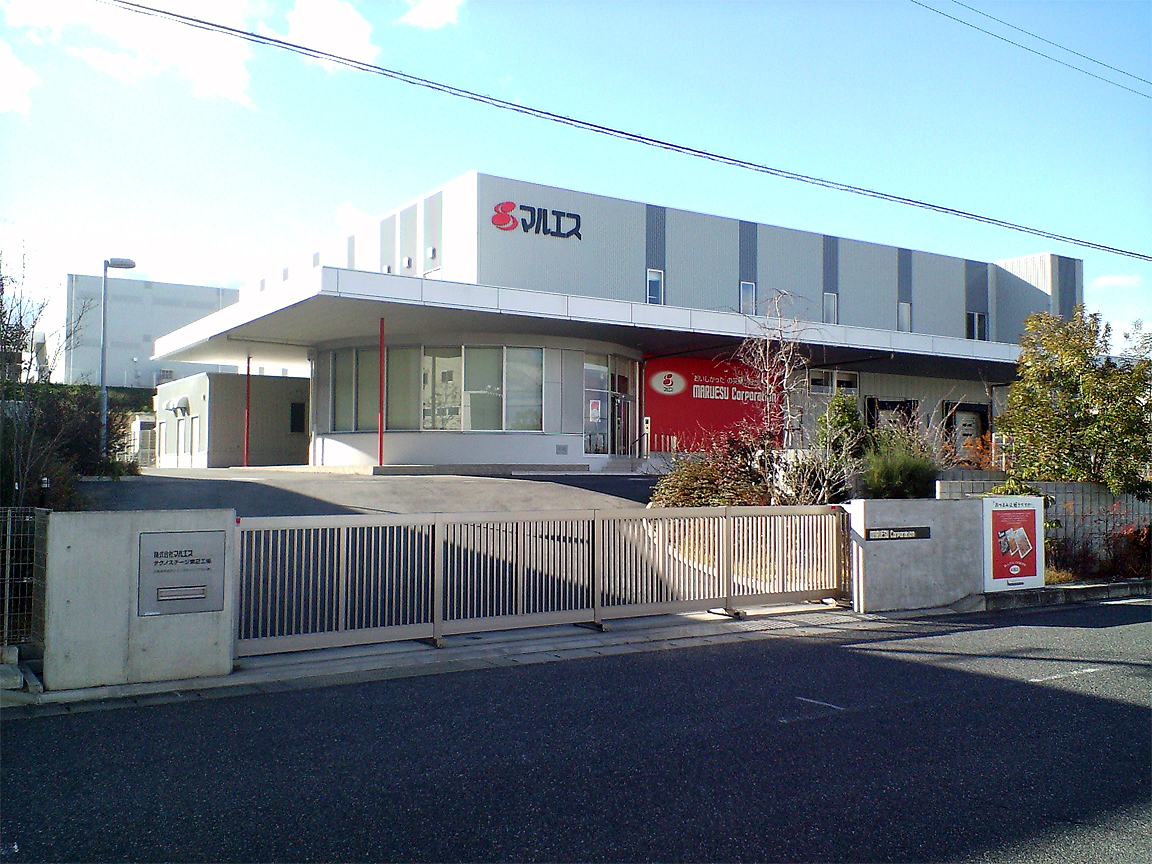
テクノステージ第2工場

- 本社工場 - 大阪府堺市中区毛穴町86-1（「毛穴町」の部分は「けな町」とひらがな表記している）
- テクノステージ第2工場 - 大阪府和泉市テクノステージ1-4-1
- 東京営業所 - 東京都港区芝浦3-12-6　国際芝浦ビル2F

## 主な製品
- 食べきりシリーズ - 恋するめ他
- こだわりシリーズ、徳用こだわりシリーズ - いか天大王、チーズいか他
- こだわりゴールドシリーズ - ホワイトチーズサンド他
- つまみだすぞ!シリーズ - ロースト小あじ、ピリ辛するめ足他
- レトルトシリーズ - 焼きとうもろこし他
- おつまみ‐いろいろ - サクッといか天、のり天うま塩他
- 駄菓子シリーズ - いかってんねんもんじゃ焼き他
- 業務用 - 揚げてんか、いかごろも他

## CM
テレビCMも制作されてはいるが、基本的にラジオCMが中心であり、関東地区ではTBSラジオとJ-WAVEでスポットCMが流れている。また同社が本社を置く関西地区ではMBSラジオとABCラジオ、他にもFM802とFM大阪で放送されている。
テレビCMは同社ウェブサイトで見ることが可能である一方、サンテレビやKBS京都などのUHF局でCMが放映されている。